# Sint-Clarakerk (Jette)
De Sint-Clarakerk (Frans: Église Sainte-Claire) is een rooms-katholiek kerkgebouw in de Belgische gemeente Jette in het Brussels Hoofdstedelijk Gewest, gelegen aan de Joseph De Heynstraat 102.
Deze kerk werd gebouwd in 1966-1967, en architecten waren J. Desmedt en W. Lateir. De kerk is gebouwd in modernistische stijl en is een sobere, bakstenen doosvormige kerk die benaderd wordt door een zeer brede trap, waarbij zich een hoog, betonnen, kruis bevindt. De kerk heeft een plat dak en er is geen toren aanwezig.
Naast het baksteen overheerst het beton. Ook in het interieur zijn de constructiematerialen beton, baksteen en hout duidelijk aanwezig.
Het orgel is van 1976 en werd gebouwd door Patrick Collon.